# Temporada de Verano
Temporada de Verano (Temporada de Verão en portugués) es una serie de televisión web brasileña estrenada en la plataforma Netflix el 21 de enero de 2022.

## Trama
La serie gira en torno de cinco jóvenes veinteañeros que trabajan en el Hotel Maresia, un resort de lujo. Durante su tiempo allí deberán afrontar los retos de la vida cotidiana y hacer descubrimientos sobre el mundo y sobre sí mismos.

## Reparto
- Giovanna Lancellotti como Catarina Trindade Vasconcellos
- Gabz como Yasmin
- Jorge López como Diego
- André Luiz Frambach como Miguel
- Maicon Rodrigues como Conrado
- Giovanna Rispoli como Helena
- Cynthia Senek como Marília
- Leonardo Bittencourt como Rodrigo Aires Aguiar
- Felipe Roca como Maresia
- Mayana Neiva como Vilma
- Marcelo Várzea como Elias Aires Aguiar

## Producción
El inicio del rodaje de la serie fue anunciado el 15 de diciembre de 2020, Netflix Brasil anunció a través de sus redes sociales. La serie es una coproducción entre Boutique Películas y Ocean Películas para la plataforma Netflix. Fue rodada en Ilhabela, en el litoral norte de São Paulo, y en la capital paulista. La fotografía finalizó en febrero de 2021.